# Душенко Михайло Савелійович
Михайло Савелійович Душенко (нар.6 листопада 1875, Путивль — пом. невідомо)

## Життєпис
Народився 6 листопада 1875 року в місті Путивлі нині Сумської області. Навчався у Путивльському міському реальному училищі.

### На службі в російській армії
10 листопада 1892 року вступає на службу до 130-го піхотного Херсонського полку. У 1896 році закінчив Чугуївське Піхотне юнкерське училище, отримав звання підпоручник та направлений, на проходження подальшої служби, до 41-го Піхотного Селенгинського полку. 1 вересня 1900 року отримав чергове звання — поручник.
Учасник російсько-японської війни у складі 36-го Східносибірського стрілецького полку. 3 жовтня 1904 року отримав поранення у битві за Путилівську сопку. За особливу відвагу під час битви підвищений до звання штабскапітан. По закінченні війни 9 лютого 1906 року повернувся до 41-го піхотного Селенгинського полку. Від 1 вересня 1908 року отримав чергове звання — капітан.
Брав участь у Першій світовій війні у чині полковника. Від 12 січня 1917 року командував 615-м Піхотним Ківерецьким полком.

### На службі Україні
В українському війську командував 1-м Піхотним Луцьким полком 1-го Волинського корпусу. Залишився на посаді й після антигетьманського повстання. На початку 1919 року у військах Північної групи Армії УНР. З квітня 1919 року перебував у резерві чинів, а від 17 травня 1919 року командував 18-ю піхотною дивізією Армії УНР. Восени 1919 року потрапив до білогвардійського полону і 1920 року звідти повернувся.
У червні 1920 року повернувся до військової служби у лавах Армії УНР. 1 вересня того ж року призначений на посаду начальника армійського постачання. Інтернований у польських таборах наприкінці 1920 року. Станом на 27 березня 1921 року виведений зі списків особового складу Армії УНР. Подальша доля невідома.